# Джермейн Мейсон
Джермейн Мейсон  (англ. Germaine Mason; 20 січня 1983 — 20 квітня 2017) — британський легкоатлет, олімпійський медаліст.

## Виступи на Олімпіадах
| Олімпіада  | Дисципліна       | Місце |
| ---------- | ---------------- | ----- |
| Пекін 2008 | стрибки у висоту | 2     |